# 註釈学派
註釈学派（ちゅうしゃくがくは、ドイツ語: Glossatoren）とは、11世紀から13世紀にかけて、古代ローマ法（とくにその集大成であるユスティニアヌス法典など）の主要文言に註釈をつけて解釈を行った法学者の一派。中心地はボローニャで、そのためまたの名をボローニャ学派とも呼ばれる。同様にその学説はイタリア学風とも呼ばれる。
富井政章・梅謙次郎が学んだフランス法の註釈学派は註釈学派 (フランス法)の項を参照。

## 解説
開祖はイルネリウス（Irnerius）で、彼らの研究成果の集大成である『標準註釈』(Glossa　Ordinaria)はアックルシウス（Accursius）の手によるものである。
スコラ学を背景にユスティニアヌス帝によるローマ法大全を「書かれた理性」（ratio　scripta）としてあたかも聖書のように絶対・完全無欠なものとみなして現在の法哲学のベースとなる哲学体系を確立した。
有名な学者としては、ブルガールス・デ・ブルガリニス（Bulgarus de Bulgarinis）、マルティーヌス・ゴシア（Martinus Gosia）、ヤコブス（Jacobus de Boragine）、フーゴ（Hugo de Porta Ravennate）の「法の百合」と称されたボローニャの四博士 (quattor doctores) がいる。また、次世代の学者にはヨハンネス・バッシアーヌス（Johannes Bassianus）と、その弟子であるアーゾ・ポルティウス（Azo Portius）がいるが、アーゾの『勅法彙纂集成』は実務を支配し、「アーゾを持たざる者は法廷に行くべからず」とまで言われた。